# Pogonarthria
Pogonarthria is een geslacht uit de grassenfamilie (Poaceae). De soorten van dit geslacht komen voor in delen van Afrika.

## Soorten
Van het geslacht zijn de volgende soorten bekend: 
- Pogonarthria bipinnata
- Pogonarthria brainii
- Pogonarthria falcata
- Pogonarthria fleckii
- Pogonarthria hackelii
- Pogonarthria leiarthra
- Pogonarthria menyharthii
- Pogonarthria orthoclada
- Pogonarthria refracta
- Pogonarthria squarrosa
- Pogonarthria tuberculata